# Gustav II. Adolf
Gustav II. Adolf (Stockholm, 9. prosinca 1594. – kod Lützena, 6. studenog 1632.), jedan je od najpoznatijih švedskih kraljeva.
Njegova vladavina je Švedsku uspjela preobraziti u jednu od najsnažnijih europskih sila, zato je i jedini švedski kralj koji nosi i naziv Veliki. Među protestantima nosi i naziv Lav sa sjevera, jer je spasio njemačke protestante u Tridesetogodišnjem ratu, zahvaljujući svojoj izvanrednoj vojnoj vještini.

## Životopis

### Djetinstvo, obitelj i dolazak na vlast
Gustav II. Adolf dolazi iz dinastije Vasa, prethodnik mu je bio njegov otac, Karlo IX. Švedski, a njegov djed je bio Gustav I. Vasa. Na prijestolje dolazi 1611. kao Karlov najstariji sin iz njegovog drugog braka s Kristinom Holsteinskom. Već u svom djetinstvu pokazuje zanimanje za politiku, s osam godina već prisustvuje na sjednicama senata a s dvanaest godina imao je važnije zadatke kao npr. prihvat stranih izaslanika. S petnaest godina održao je prvi govor svojim podanicima. Učitelj mu je bio Johan Skytte, dodatnu vojnu izobrazbu je stekao zahvaljujući tome što su se na dvoru Karla IX. 1609. nakon završetka rata između Španjolske i Nizozemske, nalazili mnogi strani časnici koji su svoje znanje prenijeli na Gustava Adolfa. Što se tiće njegovog jezičnog znanja, govorio je odlično dva jezika – švedski i njemački. Njemački je znao jako dobro jer je sa svojom majkom samo pričao taj jezik. Sa sedamnaest godina je došao na prijestolje (1611.). 25. studenog 1620. se ženi s Marijom Eleonorom, kćeri Sigismunda Brandenburškog. Njegova prava ljubav je ipak bila Ebba Magnusdotter Brahe, koja je 1611. došla na dvor švedskog kralja. Gustav Adolf se odmah zaljubio u nju te ju je 1613. zamolio za razgovor kod njenog oca. Međutim, do ženidbe nije došlo jer se tome protivila majka Gustava Adolfa. S Marijom Eleonorom je imao dvoje djece: Kristinu Augustu (* 16. listopada 1623. -  † 21. rujna 1624.) i Kristinu (* 8. prosinca 1626. -  † 19. travnja 1689.), buduća kraljica Švedske. Uz to je imao i jednog vanbračnog sina, Gustava (* 24. svibnja 1616. - † 25. listopada 1653.), kasniji grof od Wasaborga.

### Vladavina Gustava Adolfa
Gustav Adolf je poznat kao jedan od najsposobnijih državnika i vojnih zapovjednika tog doba. Uspio je Švedsku preobraziti iz jedne slabe i nesigurne države u najjaču državu na Baltiku te u jednu od najjačih vojnih sila u tadašnjoj Europi. Njegova vladavina je za Švedsku mnogo značila i nazivaju ga Velikim. Protestanti su ga nazivali i Lavom sa sjevera. 
Osnovao je mnoštvo manjih ali i većih gradova među kojima je i Göteborg. Također je osnovao i sveučilište u Tartu, u Estoniji, koja je tada bila u sastavu Švedske. U to doba tri najveća grada u Švedskoj su bila Riga (Latvija), Stockholm i Tallinn (Estonija). Kad je tek došao na vlast imao je slabu poziciju na međunarodnoj sceni ali i unutarnjoj. U Švedskoj je bio beznačajan, te je bio u rukama koncila višeg plemstva, koje se pokušalo ponovno afirmirati nakon čvrste vladavine Karla IX. Prisilili su mladog kralja da prihvati dogovor prema kojemu bi sve visoke državne službe pripadale samo višem plemstvu. Uz to je trebao donijeti sve odluke samo u suglasnosti s koncilom. Ali taj ugovor nimalo nije utjecao na vladavinu Gustava Adolfa, klasični sukob između kralja i plemstva je stavljen sa strane tijekom njegove cijele vladavine, zahvaljujući prijateljstvu i skladu koji je vladao između kralja i vođe višega plemstva, Axela Oxenstierna. On 1612. postaje i kancelar. Zajedno, kralj i Oxenstierna su uspjeli Švedsku unaprijediti na svim područjima, bez obzira na to što se Švedska nalazila u tri rata koji je kralj naslijedio od svog prethodnika. Upravo zahvaljujući reformama koje su proveli Gustav Adolf i Oxenstierna Švedska je prebrodila krizu te izrasla u jednu respektabilnu europsku silu te u vodeću protestantsku zemlju tijekom Tridesetogodišnjeg rata.

### Administrativne, vojne, gospodarske i školske reforme
U Švedskoj, Gustav Adolf i Axel Oxenstierna su proveli važne reforme na području administracije, oružanih snaga, gospodarstva te školstva. Administrativne reforme je proveo Oxenstierna, prvi pohvat mu je bio pretvaranje koncila višeg plemstva iz glavnog organa aristokratske oporbe u središnji organ vlade. Određeno je također da koncil od sada zastalno zasjeda u Stockholmu. To tijelo je imalo funkciju donošenja važnijih odluka u kraljevoj odsutnosti na vojnim pohodima. Pet vrhovnih državnih službi - kancelar, vrhovni upravitelj, blagajnik, admiral i vojskovođa – koji su do sada imali tek simboličko značenje postale su vodeće funkcije u vladi. S vremenom ovlasti tih funkcija su postale sve šire. Riksdag (parlament) je postao regularni sudionik u vladi, surađujući s Gustavom Adolfom kao protuteža koncilu višeg plemstva. Oxenstierna je 1617. donio odluku s kojom je definiran broj staleža u parlamentu na četiri: plemstvo, kler, građanstvo i seljaštvo. U isto vrijeme lokalna uprava je bila preustrojena i to na 23 administrativna distrikta, 1624. prema odluci kralja Gustava Adolfa svakom distriktu je bio pridružen i po jedan kraljevski namjesnik. 
Oružane snage su bile u potpunosti reorganizirane od strane kralja. On je reorganizirao sustav novačenja. Švedska nije imala više sredstava za plaćenićku vojsku, stoga je uveo vojnu obvezu. Stvorio je vojsku koja je bila plaćena, hranjena i obučena od same države. To je bio prvi tip takve vojske uopće, vojska u potpunosti odana kralju i kraljevstvu. Na taj način uspio je regrutirati 40 000 Šveđana u dobi između 18 i 30 godina. Takva vojska je bila superiornija tadašnjim plaćenićkim vojskama u svakom pogledu, a posebno glede morala i borbene spremnosti. No to nije bila jedina promjena u oružanim snagama Švedske, vojska se razlikovala od svih drugih europskih vojski jer je u potpunosti odgovarala kraljevoj zamisli. Kralj je iznad svega cijenio nadmoć vatrenog oružja te brzu pokretljivost vojnih postrojbi. Zbog toga je primarno oružje postala mušketa. Kao i Maurits van Nassau, on je broj vojnika u jednoj postrojbi smanjio, i time povećao mobilnost vojske. Jedna satnija sastojala se od 72 mušketira i 54 kopljanika (pikeniri). Četiri satnije činile su jednu bojnu, osam bojni jednu pukovniju, i dvije do četiri pukovnije jednu brigadu. Sama mušketa je postala kraća a s time i lakša, mehanizam punjenja je pojednostavljen. Koplja su skraćena s 5 na 3,5 metra a oprema vojnika je postala lakša. Pošto se broj postrojbi povećao, došlo je i do povećanja broja časnika u vojsci. Uvedene su vojne odore i znakovlje, što je znatno doprinijelo unifikaciji vojske te podizanju borbenog morala. Gustav Adolf je znatno utjecao i na vojne taktike u to doba. Zahvaljujući njemu Caracolla (Vojni potez konjice naoružane sa samokresima ili arkebuzama koji je bio efikasan protiv kopljanika) je postala beznačajna, jer je omjer kopljanika i mušketira išao od tada sve više u korist mušketira. A mušketiri su u vatrenom okršaju protiv konjice bili svakako u prednosti. Zato je Caracolla izbačena iz uporabe, a konjica je umjesto toga nastojala direktnim jurišom razbiti formacije mušketira. Kralj je također povećao i unaprijedio broj pomorskih ratnih snaga, tako da bi mogao prebacivati vojsku na tlo Poljske, a kasnije i u Njemačku. Mornarica će mu poslužiti i tome da izazove Dansku za prevlast na samom moru.
Gospodarstvo je bilo unaprijeđeno tako da bi moglo pokrivati velike ratne troškove. Nastojalo se privući strani kapital, trgovce i obrtnike da pokrenu švedsko gospodarstvo, a posebno preradu željeza i bakra. Tu se posebno isticao Danac Louis de Geer, koji je bio na čelu vojne industrije. Gustav Adolf je znatno povećao svoje prihode nakon što je zauzeo pruske luke kao rezultat kasnije pobjede nad Poljskom. Bez obzira na visoke prihode, Švedska je svoju veliku vojsku mogla uzdržavati jedino dok je bila van granica kraljevstva, kao u Tridesetogodišnjem ratu. Ako bi vojska bila stacionirana unutar granica Švedske, troškove ne bi mogla pokrivati država te bi vojska postala prevelik teret za nju. Školstvo je svakako profitiralo od Gustavove velikodušnosti, obnovio je sveučilište u Uppsali, zamijenivši upravu s novom te davajući razne donacije.

### Ratovi s Danskom, Poljskom i Rusijom
Rat s Danskom je trajao od 1611. do 1613., poznatiji je pod imenom Kalmarski rat. U njemu se Karlo IX. protivio danskom kralju Kristijanu IV., rat je izbio zbog pitanja prevlasti na Baltiku. S obzirom na to da je švedski kralj Karlo umro u listopadu 1611., rat je nastavio njegov nasljednik Gustav Adolf. U svibnju 1612. Švedska je izgubila Älvsborg, strateško važnu utvrdu koja je kontrolirala njen jedini izlaz prema Atlantiku, iste te godine u kolovozu danska je vojska (uglavnom sastavljena od njemačkih plaćenika) s oko 6000 vojnika zauzela Kalmar. To je dalo Kristijanu IV. priliku da pojačava svoje oružane snage u južnoj Švedskoj. No posredovanjem Engleske i Nizozemske zaraćene su strane 20. siječnja 1613. sklopile mir u Knäredu. Švedska se morala odreći Baltika te plaćati 1 000 000 talira da bi zadržala tvrđavu Älvsborg.
Rat s Rusijom je trajao od 1611. do 1617., a izbio je jer je Švedska htjela spriječiti daljne širenje Rusije prema zapadu, to jest prema Baltiku, koji je Švedskoj oduvijek bio od iznimne važnosti. Također se pokušavalo spriječiti Poljsku da se domogne i ruske krune. To je bilo Gustavu Adolfu prvo pravo ratno iskustvo, te je bilo i jako uspješno. Nakon mira u Stolbovu u veljači 1617., Švedska je vratila Novgorod, ali je zato dobila Ingriju i Kareliju, područja koja su spajala Finsku s Estonijom. To je Rusima onemogućilo daljnje napredovanje prema zapadu od jezera Ladoga.
Rat s Poljskom se odvijao u više faza s razdobljima mira između: 1617. – 1618., 1621. – 1622. i 1625. – 1629. Rat se vodio iz više razloga, s jedne strane je poljski kralj Žigmund III. sebi uzimao za pravo švedsku krunu, s druge strane je Gustav Adolf imao ekspanzionističke težnje prema lukama Pruske i Livonije. 15. rujna 1621. Gustav Adolf osvaja Rigu, 1625. Livoniju, a 1626. osvaja gradove u poljskom dijelu Pruske: Memel, Pillau, Elbing i druge. Konačni mir je sklopljen u Altmarku u rujnu 1629., Švedska je zadržala stečene luke, koje su joj donijeli veće prihode nego oni u cijeloj Švedskoj.

### Tridesetogodišnji rat
Tridesetogodišnji rat je Švedskoj postao od iznimnog značaja nakon što su katoličke snage pod vodstvom Tillyja i Wallensteina potukli protestantski savez pod vodstvom Danske u Danskom ratu (1624. – 1629.). Albrecht von Wallenstein i vojske Svetog Rimskog Carstva zatim su osvojili Mecklenburg i Pomeraniju, na sjevernoj njemačkoj obali. U savezništvu s Poljskom je započeo graditi flotu s kojom bi katolici imali prevlast na Baltiku. To je bio Gustavu Adolfu dovoljan razlog da izvrši preventivni napad na sjevernu Njemačku, te da oko sebe okupi sjevernonjemačke protestante s kojima bi se mogao suprotstaviti Wallensteinu. Iz početka je to činio samo zbog toga da neprijatelja drži što dalje od same Švedske, međutim, kada je uočio s kojom lakoćom se uspio iskrcati u Njemačku, njegove su ambicije postale veće. Cilj mu je postao držati sva ušća sjevernonjemačkih rijeka, formirati ligu protestanata u Njemačkoj, kojoj bi on bio na čelu, eventualno postati car Svetog Rimskog Carstva, te podijeliti Poljsku između Rusije i sebe. 26. lipnja 1630. se iskrcao kod Peenemündea na Usedomu. U siječnju 1631. je sklopio mir s Francuskom, ujedinio protestante, te se suprotstavio katolicima kod Breitenfelda.

#### Bitka kod Breitenfelda
17. rujna 1631. kod Breitenfelda (sjeverno od Leipziga) su se po prvi puta suprotstavili Šveđani i carska vojska. Šveđani su na svojoj strani imali i Sase. Brojčanu prednost su imali protestanti, oko 40 000 vojnika, katolici su mogli računati na oko 35 000 vojnika. No, brojčana prednost nije bila toliko odlučujuća koliko i vojna taktika. Bitka je počela oko podne s dvosatnom uporabom topova. Švedski su topovi bili brojčano i tehnički puno savršeniji nego carski, te su uspjeli znatno oslabiti neprijatelja. Prvi potez su napravile carske snage, počeo je konjički juriš na čijem je čelu bio Pappenheim, on je napadao preko lijeve strane, no njegov napad je bio odbačen i on se povukao s bojnog polja. Više sreće je imao Fürstenberg koji je sa svojom teškom konjicom (Crni kirasiri) napadao preko desne strane, udarivši na saske snage koje je uspio razbiti. To je Tillyiu bio znak da krene s glavninom pješačkih jedinica, koji su većinom činili kopljanici (Pikeniri) na čijim su se bokovima nalazili i mušketiri. Nakon što su Sasi bili razbijeni, koji su činili oko 40% protestantske vojske, aktivirali su se konačno Šveđani pod Gustavom Adolfom. Švedsko pješaštvo je uspjelo odbaciti napad carskog pješaštva, a posao je dovršila švedska konjica koja je napadala preko one strane gdje je Pappenheim doživio neuspjeh. Bitka je trajala sve do navečer, na kraju su protestanti imali 5 500 poginulih, a gubici katolika su bili: 
7 600 poginulih, 6 000 zarobljenih, 12 400 dezertera, 26 izgubljena topa.
Pobjeda kod Breitenfelda je bila od iznimnog značaja za njemačke protestante, a Gustav Adolf se uspio afirmirati kao jedan od najsposobnijih vojskovođa u povijesti. Zatim je jako brzo napredovao kroz cijelu Njemačku, uspio je čak doći i u Bavarsku, te je zaprijetio i samom Beču. Wallenstein ga je ipak uspio navući natrag na sjever, u Sasku, gdje je došlo do bitke kod Lützena.

#### Bitka kod Lützena i smrt Gustava Adolfa
Bitka kod Lützena se vodila 16. studenog 1632. Vojske su se srele već oko devet sati ujutro, ali im je zbog lošega vremena trebalo još dva sata da se grupiraju te da započnu borbu. Gustav Adolf je pod zapovjedništvom imao 12 800 pješaka, 6 200 konjanika te 60 topova. Wallenstein je zapovijedao s 10 000 pješaka, 7 000 konjanika te 24 topa. Uz to carska je vojska računala na pojačanje od oko 3 000 pješaka i 2 000 konjanika. Bitka je od samog početka išla u prilog Gustavu Adolfu, ali ne samo zbog nadmoćnih topova i mušketa. Finska laka konjica (Hakkapeliitta) je uspjela zaobići Wallensteinovu vojsku te vršiti pritisak s leđa. Upravo u tom trenutku je stiglo pojačanje na čelu s Pappenheimom koji je spriječio daljni prodor finske konjice. No Pappenheimov protunapad nije urodio plodom, on sam je zadobio teške ozljede zahvaljujući švedskom topništvu. Kasnije je podlegao tim ranama. Sukob dviju konjica se nastavljao, oko jedan sat popodne sam kralj Gustav Adolf je poginuo na čelu konjičkog juriša. Dim vatrenog oružja i gusta magla su još neko vrijeme skrivali smrt kralja. Njegov nestanak je paralizirao uspješan prodor konjice preko desne strane Wallensteinove vojske. Nakon dva sata njegovo tijelo je pronađeno i potajno odvedeno s bojišta. Iako je Gustav Adolf poginuo u toj bitci, protestanti su na kraju izborili pobjedu te katolike natjerali u bijeg. Bitka je trajala do navečer, gubitci su na obje strane bili veliki: 6 000 vojnika na švedskoj strani, na carskoj strani je poginulo samo 3 500 vojnika. Protestanti su odnijeli pobjedu, ali zato su je skupo platili. Treba napomenuti da su u bitci kod Breitenfelda i kod Lützena sudjelovali i hrvatski vojnici u sastavu carske vojske. Oni su se posebno isticali po svojoj hrabrosti i ratnoj vještini. [nedostaje izvor] Neko vrijeme se čak mislilo da su Hrvati ubili samog kralja, no te tvrdnje ne odgovaraju istini, jer se Hrvati nisu borili na onome dijelu bojišta gdje je bio i sam Gustav Adolf. On ih je međutim navodno vidjevši kako se sjajno bore nazvao "novim plemenom đavola". [nedostaje izvor]

## Zanimljivosti
- Gustav Adolf je značajan lik u književnom serijalu 1632, autora Erica Flinta. Nakon što neobičnim meteorološkim fenomenom suvremeni gradić Grantville iz Zapadne Virginije iz 2000. godine bude prebačen u Njemačku usred Tridesetogodišnjeg rata, čitava povijest se promijeni. Zahvaljujući savezu Amerikanaca sa Šveđanima, Gustav Adolf preživi bitku kod Lutzena te doprinosi stvaranju Sjedinjenih Europskih Država kojima on postaje car.
- Švedski power metal sastav Sabaton ima dvije pjesme o Gustavu Adolfu na albumu Carolus Rex. Jedna je The Lion from the North a druga Gott Mit Uns.